# Emily ở Paris
Emily ở Paris là một bộ phim truyền hình trực tuyến hài-chính kịch của Mỹ được sản xuất bởi Darren Star, được công chiếu trên Netflix vào ngày 2 tháng 10 năm 2020. Bộ phim có sự tham gia của Lily Collins trong vai Emily, một cô gái người Mỹ chuyển đến Paris để cung cấp quan điểm của người Mỹ cho Savoir, một công ty tiếp thị của Pháp. Ở đó, cô đấu tranh để đạt được thành công ở nơi làm việc trong khi tìm kiếm tình yêu và trải nghiệm một nền văn hóa xung đột với sự nuôi dạy "nhàm chán" và sự giáo dục của vùng Trung Tây Hoa Kỳ. Nó cũng có sự tham gia của Ashley Park, Philippine Leroy-Beaulieu, Lucas Bravo, Samuel Arnold, Camille Razat và Bruno Gouery.
Vào tháng 11 năm 2020, loạt phim đã được Netflix xác nhận cho mùa 2 và bắt đầu quay vào tháng 5 năm 2021. Mùa 2 được công chiếu vào ngày 22 tháng 12 năm 2021. Mùa 3 được công chiếu vào ngày 21 tháng 12 năm 2022.

## Nội dung
Emily ở Paris kể về Emily, một cô gái 20 tuổi người Mỹ từ Chicago chuyển đến Paris để tìm kiếm một cơ hội việc làm bất ngờ. Cô được giao nhiệm vụ đưa quan điểm của người Mỹ đến một công ty tiếp thị đáng kính của Pháp. Các nền văn hóa trở nên xung đột khi cô dần thích nghi với những thách thức của cuộc sống ở Paris trong khi tung hứng sự nghiệp, tình bạn mới và tình yêu của mình.

## Diễn viên và nhân vật

### Vai chính
- Lily Collins vai Emily Cooper, một cô gái 20 tuổi người Mỹ chuyển từ Chicago đến Paris cho công việc chiến lược truyền thông xã hội tại Savoir
- Philippine Leroy-Beaulieu vai Sylvie, bà chủ người Pháp khó tính và cay nghiệt của Emily tại Savoir ở Paris
- Ashley Park vai Mindy Chen, một bảo mẫu và người bạn đầu tiên của Emily ở Paris
- Lucas Bravo vai Gabriel, người hàng xóm quyến rũ ở tầng dưới của Emily, anh là một đầu bếp và là đối tượng hẹn hò của Emily
- Samuel Arnold vai Julien, đồng nghiệp của Emily, hợp thời trang và kịch tính cao, anh vào vai một bộ đôi hài hước với Luc
- Bruno Gouery vai Luc, đồng nghiệp kỳ quặc khác của Emily, anh vào vai một bộ đôi hài hước với Julien
- Camille Razat vai Camille, bạn mới của Emily và bạn gái của Gabriel
- William Abadie vai Antoine Lambert (mùa 2; vai phụ, mùa 1), khách hàng của Emily, người sở hữu một công ty nước hoa có tên là Maison Lavaux và đang có mối quan hệ tình cảm với Sylvie

### Vai phụ
- Kate Walsh vai Madeline Wheeler, sếp người Mỹ của Emily ở Chicago, người không thể nhận việc ở Paris sau khi biết tin mình đang mang thai
- Arnaud Viard vai Paul Brossard, chủ sở hữu của Savoir
- Lucien Laviscount vai Alfie (mùa 2), một nhân viên ngân hàng người Anh trong lớp học tiếng Pháp của Emily

### Vai khách mời
- Roe Hartrampf vai Doug, bạn trai của Emily ở Chicago
- Charley Fouquet vai Catherine Lambert, vợ của Antoine
- Eion Bailey vai Randy Zimmer, một ông chủ khách sạn nổi tiếng
- Jean-Christophe Bouvet vai Pierre Cadault, một nhà thiết kế hào hoa nổi tiếng người Pháp và chú của Mathieu
- Charles Martins vai Mathieu Cadault, nam doanh nhân, người trở thành đối tượng hẹn hò của Emily
- Aleksandra Yermak vai Klara, người đại diện của Hästens, một nhà sản xuất giường cao cấp của Thụy Điển
- Julien Floreancig vai Thomas, một giáo sư triết học hợm hĩnh người Pháp
- Carlson Young vai Brooklyn Clark, một nữ diễn viên trẻ và nổi tiếng người Mỹ
- Elizabeth Tan vai Li, bạn thân nhất của Mindy, người đã đưa 5 phù dâu của cô đến Paris để mua sắm váy cưới
- Victor Meutelet vai Timothée, em trai của Camille
- Camille Japy vai Louise, mẹ của Camille
- Christophe Guybet vai Gerard, cha của Camille
- David Prat vai Théo, anh trai khác của Camille
- Faith Prince vai Judith Robertson, một thành viên của The American Friends of the Louvre
- Claude Perron vai Patricia
- Isaiah Hodges và Christophe Tek vai Grey Space, một bộ đôi nhà thiết kế tiên phong

## Danh sách tập

### Tổng quan
| Mùa | Mùa | Số tập | Số tập              | Phát hành gốc        | Phát hành gốc        |
| --- | --- | ------ | ------------------- | -------------------- | -------------------- |
|     | 1   | 10     | 10                  | 2 tháng 10 năm 2020  | 2 tháng 10 năm 2020  |
|     | 2   | 10     | 10                  | 22 tháng 12 năm 2021 | 22 tháng 12 năm 2021 |
|     | 3   | 10     | 10                  | 21 tháng 12 năm 2022 | 21 tháng 12 năm 2022 |
|     | 4   | 10     | 5                   | 15 tháng 8 năm 2024  | 15 tháng 8 năm 2024  |
| 5   | 4   | 10     | 12 tháng 9 năm 2024 | 12 tháng 9 năm 2024  |                      |

### Mùa 1 (2020)
| TT. tổng thể | TT. trong mùa phim | Tiêu đề                        | Đạo diễn       | Biên kịch                    | Ngày phát sóng gốc  |
| --- | ------------------ | ------------------------------ | -------------- | ---------------------------- | ------------------- |
| 1 | 1                  | "Emily ở Paris"                | Andrew Fleming | Darren Star                  | 2 tháng 10 năm 2020 |
| Emily mang thái độ dám làm của người Mỹ và những ý tưởng mới mẻ đến văn phòng mới của cô ở Paris, nhưng việc cô không thể nói tiếng Pháp lại là trở ngại lớn.              |                    |                                |                |                              |                     |
| 2 | 2                  | "Giống đực, giống cái"         | Andrew Fleming | Darren Star                  | 2 tháng 10 năm 2020 |
| Emily xoay xở với mớ rắc rối của chuyện tình kiểu Pháp khi sự nhiệt huyết của cô tại dạ tiệc công việc gây ấn tượng với một khách hàng giỏi tán tỉnh – và đã kết hôn.      |                    |                                |                |                              |                     |
| 3 | 3                  | "Khêu gợi hay khinh thị"       | Andrew Fleming | Darren Star                  | 2 tháng 10 năm 2020 |
| Emily nêu lên quan ngại về một chiến dịch quảng cáo mới đầy táo bạo trong khi xoay xở với các vấn đề về đường ống nước, bài học ngôn ngữ và đồng nghiệp khó chịu.          |                    |                                |                |                              |                     |
| 4 | 4                  | "Một nụ hôn chỉ là một nụ hôn" | Zoe Cassavetes | Kayla Alpert                 | 2 tháng 10 năm 2020 |
| Một người bạn ngọt ngào, mới quen giúp Emily tiếp cận vị khách hàng lớn và tiềm năng mới, nhưng quan hệ bất chính đầy rắc rối ở chỗ làm có thể ảnh hưởng tới thỏa thuận.   |                    |                                |                |                              |                     |
| 5 | 5                  | "Faux Amis"                    | Zoe Cassavetes | Ali Waller and Joe Murphy    | 2 tháng 10 năm 2020 |
| Emily phát hiện ra mạng xã hội ngày càng nổi tiếng của cô sẽ mở ra những cánh cửa ở Paris, và đêm đi chơi thân thiện ở thị trấn dẫn đến cuộc trò chuyện riêng với Gabriel. |                    |                                |                |                              |                     |
| 6 | 6                  | "Ringarde"                     | Andrew Fleming | Matt Whitaker                | 2 tháng 10 năm 2020 |
| Khi cuộc gặp gỡ tại tiệm may cao cấp huyền thoại xáo trộn vì một sai lầm cơ bản, Emily tìm thấy sự an ủi khi ở cạnh một giảng viên tưởng chừng quyến rũ.                   |                    |                                |                |                              |                     |
| 7 | 7                  | "Kết cục kiểu Pháp"            | Andrew Fleming | Emily Goldwyn and Sarah Choi | 2 tháng 10 năm 2020 |
| Sau khi đồng ý trông nom một nữ diễn viên người Mỹ tại sự kiện thảm đỏ sang trọng, Emily thấy đêm sự kiện và công việc phụ trách người nổi tiếng vượt khỏi tầm kiểm soát.  |                    |                                |                |                              |                     |
| 8 | 8                  | "Chuyện gia đình"              | Andrew Fleming | Grant Sloss                  | 2 tháng 10 năm 2020 |
| Chuyến đi cuối tuần của Emily đến château của một người bạn diễn ra không như ý. Trở lại Paris, cuộc gặp miễn cưỡng của Mindy với những người bạn cũ kết thúc tốt đẹp.     |                    |                                |                |                              |                     |
| 9 | 9                  | "Cuộc đấu giá kiểu Mỹ ở Paris" | Peter Lauer    | Alison Brown                 | 2 tháng 10 năm 2020 |
| Cuộc đấu giá từ thiện, chiếc váy tài trợ và bộ đôi thiết kế tiên phong mang đến thêm rắc rối cho Emily khi cô lọt vào mắt xanh của người thừa kế của Pierre Cadault.       |                    |                                |                |                              |                     |
| 10 | 10                 | "Hủy diễn"                     | Peter Lauer    | Grant Sloss                  | 2 tháng 10 năm 2020 |
| Khi công việc đang lung lay sau Tuần lễ Thời trang thất bại, Emily chật vật để nghĩ ra một kế hoạch mới trong khi chuẩn bị nói lời từ biệt với một người bạn tốt.          |                    |                                |                |                              |                     |

### Mùa 2 (2021)
| TT. tổng thể | TT. trong mùa phim | Tiêu đề                                                    | Đạo diễn | Biên kịch    | Ngày phát sóng gốc   |
| --- | ------------------ | ---------------------------------------------------------- | -------- | ------------ | -------------------- |
| 11 | 1                  | "Anh có muốn ngủ với em không?"                            | TBA      | Darren Star  | 22 tháng 12 năm 2021 |
| Cảm thấy tội lỗi vì chuyện cùng Gabriel, Emily quyết định bỏ nó lại sau lưng bằng chuyến đi chơi xa lãng mạn vào cuối tuần. Công việc mới của Mindy hóa ra rất chán.   |                    |                                                            |          |              |                      |
| 12 | 2                  | "Cô biết đường đến St. Tropez không?"                      | TBA      | Grant Sloss  | 22 tháng 12 năm 2021 |
| Làm việc cuối tuần? Quá chán. Dù ở Saint-Tropez, Emily vẫn không thể đừng lo công việc. Nhưng sau sai sót trên mạng xã hội, có lẽ cô không còn lựa chọn nào khác.      |                    |                                                            |          |              |                      |
| 13 | 3                  | "Chúc mừng sinh nhật!"                                     | TBA      | Alison Brown | 22 tháng 12 năm 2021 |
| Trong khi lên kế hoạch cho bữa tiệc tối vào sinh nhật của mình, Emily đi xông hơi với bạn bè của Camille và nhận lời để Gabriel giúp lên thực đơn.                     |                    |                                                            |          |              |                      |
| 14 | 4                  | "Jules và Em"                                              | TBA      | Joe Murphy   | 22 tháng 12 năm 2021 |
| Những sự vụ đời tư ảnh hưởng đến công việc của Emily ở Savoir, buộc cô tập trung hơn vào học tiếng Pháp. Mindy cạnh tranh với một nghệ sĩ kịch câm ở sô diễn mới.      |                    |                                                            |          |              |                      |
| 15 | 5                  | "Một người đàn ông Anh ở Paris"                            | TBA      | Sarah Choi   | 22 tháng 12 năm 2021 |
| Bạn cùng lớp buồn chán nhưng Emily vẫn cố thực hành tiếng Pháp, mà cô còn phải lo lễ ra mắt nhà hàng của Gabriel, dạ tiệc của Chopard và một Camille đang tức giận.    |                    |                                                            |          |              |                      |
| 16 | 6                  | "Điểm bùng phát"                                           | TBA      | Alison Brown | 22 tháng 12 năm 2021 |
| Căng thẳng bùng nổ trong đêm khai trương Chez Lavaux. Emily cảm thấy Alfie hiểu sai phong cách và niềm vui sống của cô. Sylvie thu hút sự chú ý của một nhiếp ảnh gia. |                    |                                                            |          |              |                      |
| 17 | 7                  | "Đầu bếp, kẻ trộm, "thợ lặn" của cô và người tình của anh" | TBA      | Joe Murphy   | 22 tháng 12 năm 2021 |
| Cuối cùng Emily đã hòa hợp hơn với Alfie, nhưng chiếc áo khoác đi mượn khiến mọi chuyện trở nên cực kỳ khó xử. Sylvie bực tức về khách hàng Mỹ mới của Savoir.         |                    |                                                            |          |              |                      |
| 18 | 8                  | "Rắc rối rượu sâm panh"                                    | TBA      | Darren Star  | 22 tháng 12 năm 2021 |
| Sau bữa tối thịnh soạn đến đáng ngờ với Alfie, Emily đến biệt thự của gia đình Camille. Tại đó, thứ rơi ra không chỉ có những nắp chai Champére.                       |                    |                                                            |          |              |                      |
| 19 | 9                  | "Mùi hương và khả năng cảm nhận"                           | TBA      | Sarah Choi   | 22 tháng 12 năm 2021 |
| Sếp của Emily ở Chicago tìm hiểu kỹ hơn về khách hàng của Savoir, khiến Sylvie bất an. Bí mật của Mindy bị lộ, khiến mối tình chớm nở của cô bị ảnh hưởng.             |                    |                                                            |          |              |                      |
| 20 | 10                 | "Khởi nghĩa của người Pháp"                                | TBA      | Grant Sloss  | 22 tháng 12 năm 2021 |
| Lòng trung thành của Emily lung lay khi buổi diễn thời trang ở Versailles trở thành nơi xảy ra cuộc đối đầu có thể quyết định tương lai của Savoir – và của cả cô.     |                    |                                                            |          |              |                      |

## Sản xuất

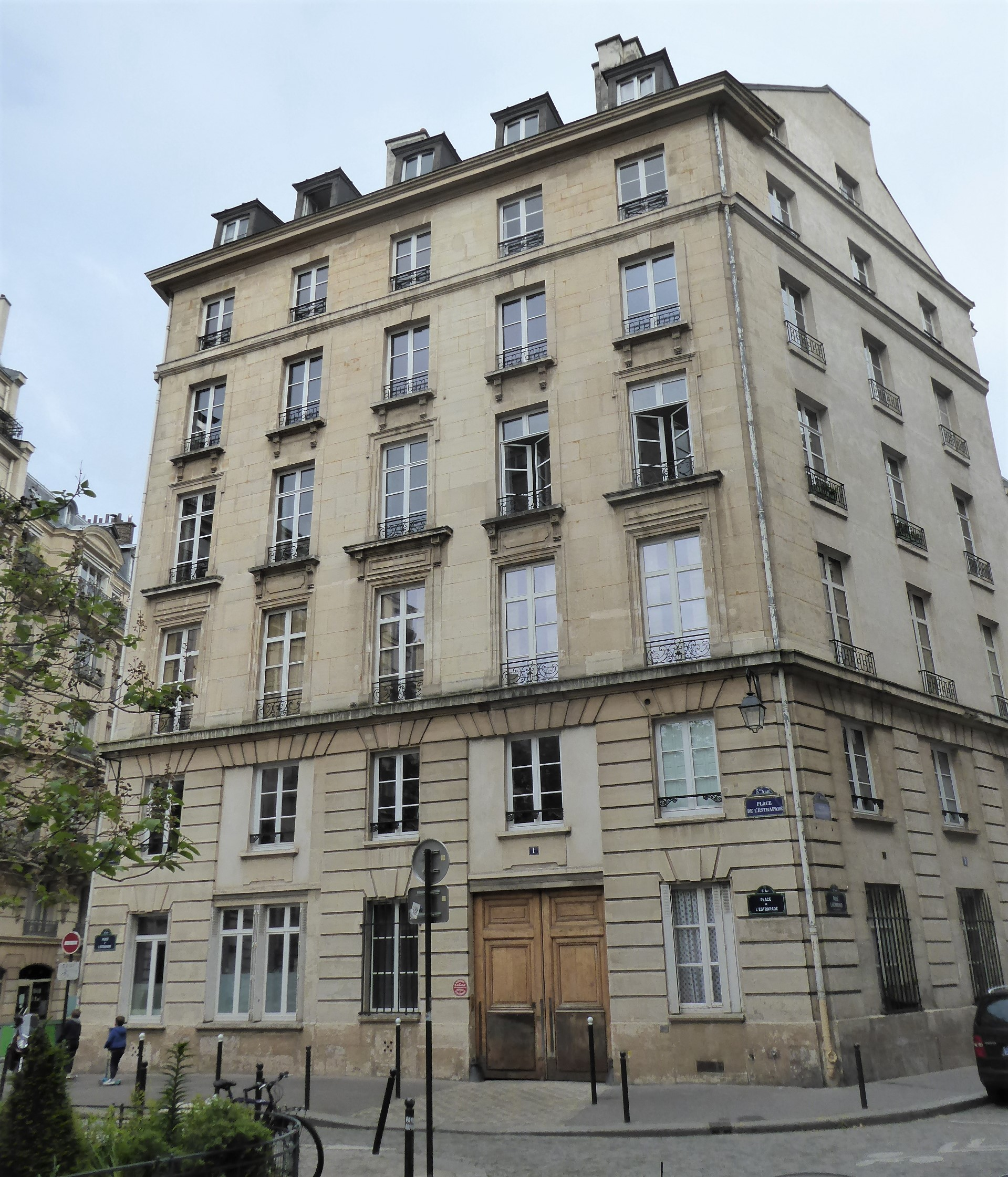
place de l'Estrapade, nơi ở của nhân vật chính trong phim.

### Phát triển
Vào ngày 5 tháng 9 năm 2018, có thông báo rằng Paramount Network đã phê duyệt sản xuất loạt phim cho mùa đầu tiên bao gồm 10 tập. Loạt phim được tạo ra bởi Darren Star, người cũng được cho là sẽ đóng vai trò điều hành sản xuất cùng với Tony Hernandez. Các công ty sản xuất liên quan đến loạt phim này có bao gồm cả Jax Media. Vào ngày 13 tháng 7 năm 2020, có thông tin rằng loạt phim sẽ chuyển bản quyền phát sóng từ Paramount Network sang Netflix. Vào ngày 11 tháng 11 năm 2020, Netflix đã lên kế hoạch sản xuất cho loạt phim mùa thứ hai.

### Tuyển vai
Vào ngày 3 tháng 4 năm 2019, Lily Collins đã được chọn lựa vào vai chính trong loạt phim. Vào ngày 13 tháng 8 năm 2019, Ashley Park cũng đã tham gia vào dàn diễn viên chính. Vào ngày 19 tháng 9 năm 2019, Philippine Leroy Beaulieu, Lucas Bravo, Samuel Arnold, Camille Razat và Bruno Gouery tham gia đóng các vai diễn chính phụ, trong khi Kate Walsh, William Abadie và Arnaud Viard được chọn vào các vai diễn phụ trong loạt phim.

### Quay phim

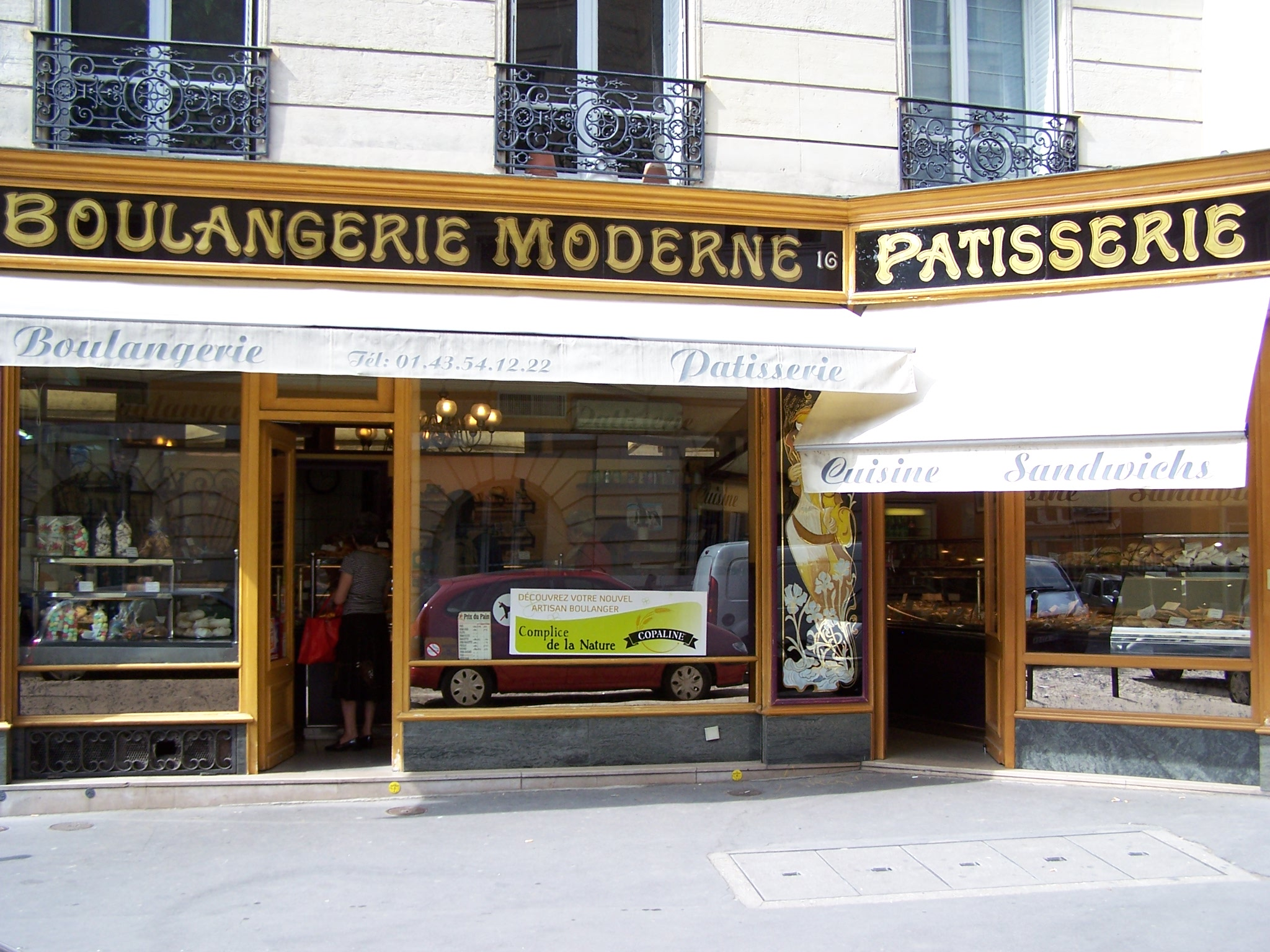
Cảnh tiệm bánh trong phim.

Ngày khởi quay loạt phim này được dự kiến sẽ bắt đầu vào đầu năm 2019 ở Paris và các vùng ngoại ô lân cận nhưng sau đó loạt phim đã bắt đầu được khởi quay vào tháng 8 năm 2019.
Nhiều cảnh phim được quay tại Place de l'Estrapade ở Quận 5. Đó là địa điểm ban đầu của căn hộ của Emily, nhà hàng ("Les Deux Compères") và tiệm bánh. Một số cảnh phim cũng được quay tại Cité du Cinéma, một khu liên hợp phim trường ở Saint-Denis. Một tập phim thì được quay tại Château de Sonnay ở khu Indre-et-Loire. Việc quay phim bổ sung sau đó đã diễn ra ở Chicago trong tháng 11 năm 2019.

### Phát hành
Loạt phim đã được phát hành trên nền tảng phim trực tuyến Netflix vào ngày 2 tháng 10 năm 2020.

## Đón nhận

### Đánh giá từ giới phê bình
Darren Star đã làm được điều đó một lần nữa: tập trung toàn bộ chương trình vào một phụ nữ da trắng gầy, nhẹ nhàng và ảo tưởng đang khám phá một thành phố đô thị lớn trong bộ đồ thời trang cao cấp đắt đỏ nhất được mua với mức lương trung bình.

 - Rachel Handler, Vulture.
Daniel D'Addario của Variety đã mô tả loạt phim như "một quá trình của một cô gái đang thực sự lớn lên và trưởng thành, bối cảnh phim và dàn diễn viên cũng rất hấp dẫn", và khen ngợi Collins là "một nghệ sĩ biểu diễn xuất sắc cho các mô-típ truyện quen thuộc như Emily ở Paris". New Zealand Herald thì coi loạt phim là "một sự hấp dẫn về mặt thị giác" và "Collins có một nét quyến rũ đáng yêu khiến ai cũng yêu mến cô", nhưng cũng nói rằng câu chuyện "chỉ mềm mại như một cục kẹo bông, không chút sâu sắc". Kristen Lopez của IndieWire thì lại viết một bài đánh giá trên Metacritic chấm điểm 23/100, ca ngợi Collins là một "nghệ sĩ tài ba" nhưng "Emily ở Paris chỉ là một bộ phim có thể xem và giải trí như cốt truyện về nữ diễn viên trong phim", đồng thời cô cũng cảnh báo người xem rằng "Emily ở Paris giống như một chùm ảnh Instagram. Phim sẽ tuyệt vời nếu chỉ để thỏa mãn thị giác và ngắm nhìn những khung cảnh, diễn viên đẹp mà không có chiều sâu".
Một số nhà phê bình thì lại tỏ ra mâu thuẫn về nội dung và cách quay phim, chẳng hạn như Jo Ellison viết cho Financial Times. Một mặt, cô bày tỏ sự ngưỡng mộ đối với cách Darren Star mô tả "một phiên bản của phụ nữ trong đó tính lăng nhăng, hách dịch và nghiện mua sắm được coi là những phẩm chất đáng được tôn vinh"; mặt khác "các cốt truyện chính giống như một vở kịch thời trang tại Pháp cũ kĩ vào những năm 40 của thế kỉ trước" và kết luận: "Bộ phim là một trào lưu sáo rỗng và hoàn toàn lỗi thời: 'Sex and the Cité' của Darren Star chắc chắn sẽ thành công một cách quái dị".
Nhiều nhà phê bình Pháp cũng lên án loạt phim vì những định kiến tiêu cực về người Paris và người Pháp. Charles Martin viết trên Première cho rằng chương trình đã rập khuôn một cách không công bằng và mô tả người Pháp là "những người lười biếng không bao giờ đến văn phòng trước khi kết thúc buổi sáng [...] và là những kẻ tán tỉnh, yêu đương không thực sự gắn liền với khái niệm lòng trung thành [...] phân biệt tuổi tác giới tính và lạc hậu, cùng với đó là những sai lầm về văn hóa hút thuốc tại đây".
Trang tổng hợp phê bình Rotten Tomatoes đã báo cáo xếp hạng cà chua là 63% dựa trên 55 bài phê bình, với điểm đánh giá trung bình là 5,81/10, nhận xét: "Mặc dù sự mô tả của phim về nước Pháp là sáo rỗng, Emily ở Paris lại là một bộ phim "giả tưởng" lãng mạn với trang phục đẹp nhất, ăn mặc đẹp mắt và đầy những màn trình diễn quyến rũ". Metacritic thì cho loạt phim này điểm trung bình là 60/100 dựa trên 17 bài đánh giá, cho biết "các bài đánh giá thường mang tính hỗn hợp hoặc trung bình".

### Lượng người xem
Trong tuần phát sóng đầu tiên của phim, Emily ở Paris đã lọt vào danh sách mười chương trình trực tuyến được xem nhiều nhất theo Nielsen.

### Tranh cãi về giải thưởng
Chương trình đã nhận được hai đề cử tại Lễ trao giải Quả cầu vàng, nhưng trước buổi lễ, có thông tin cho rằng 30 thành viên của cơ quan bình chọn đã được mời đến Paris, nơi họ đã dành hai đêm tại The Peninsula Paris và được thưởng thức bữa trưa riêng tại Musée des Arts Forains, với hóa đơn được thanh toán bởi nhà sản xuất gốc của loạt phim, Paramount Network. Điều này đã khiến một số nhà phê bình đặt câu hỏi về tính công bằng của cơ quan bỏ phiếu, vì Emily ở Paris được coi là một thất bại nghiêm trọng, và việc đề cử cho phim là một sự bất ngờ. Trong khi đó, các chương trình được giới phê bình đánh giá cao, đặc biệt là I May Destroy You, lại không được đề cử.

## Giải thưởng và đề cử
| Năm  | Giải thưởng                    | Hạng mục                                                      | (Cá nhân) đề cử                                      | Kết quả |
| ---- | ------------------------------ | ------------------------------------------------------------- | ---------------------------------------------------- | ------- |
| 2021 | Art Directors Guild Awards     | Thiết kế quay phim xuất sắc cho loạt phim nửa giờ             | Anne Seibel (cho "Emily in Paris")                   | Đề cử   |
| 2021 | Costume Designers Guild Awards | Phim truyền hình đương đại xuất sắc                           | Patricia Field và Marylin Fitoussi (cho "Faux Amis") | Đề cử   |
| 2021 | Critics' Choice Awards         | Diễn viên phụ xuất sắc trong một bộ phim truyền hình hài      | Ashley Park                                          | Đề cử   |
| 2021 | Giải Quả cầu vàng              | Phim truyền hình xuất sắc nhắc - Nhạc kịch/Hài kịch           | Emily in Paris                                       | Đề cử   |
| 2021 | Giải Quả cầu vàng              | Nữ chính xuất sắc nhất - Phim truyền hình, Nhạc kịch/Hài kịch | Lily Collins                                         | Đề cử   |
| 2021 | MTV Movie & TV Awards          | Chương trình hay nhất                                         | Emily in Paris                                       | Đề cử   |
| 2021 | MTV Movie & TV Awards          | Màn giới thiệu xuất sắc nhất                                  | Ashley Park                                          | Đề cử   |
| 2021 | MTV Movie & TV Awards          | Nụ hôn đẹp nhất                                               | Lily Collins và Lucas Bravo                          | Đề cử   |
| 2021 | MTV Movie & TV Awards          | Cặp đôi đẹp nhất                                              | Emily Cooper và Mindy Chen                           | Đề cử   |